# 기네비어 터너
기네비어 터너(Guinevere Turner, 1968년 5월 23일 ~ )는 미국의 배우, 영화 각본가, 영화 감독이다.

## 출연 작품
- 리가딩 더 케이스 오브 잔 다르크 (2018)
- 찰리 세즈 (2018)
- 슈퍼파워리스 (2016)
- 에벌라스팅 (2016)
- 브레이킹 더 걸 (2013)
- 올빼미들 (2010)
- 쉿! 아무말도 (2008)
- 해피버스데이 (2008)
- 히어스 룩킹 앳 유, 보이 (2007)
- 이티비티티티 위원회 (2007)
- 퀴어 시네마 이야기 (2006)
- 거시기가 큰 (2005)
- 대니 앤 앨리스 (2005)
- 블러드레인 (2005)
- 악명높은 베티 페이지 (2005)
- L워드 시즌1 (2004)
- 험머 (2003)
- 파이프 드림 (2002)
- 더 플러퍼 (2001)
- 스페어 미 (2001)
- 세이피 오브 오브젝트 (2001)
- 아메리칸 싸이코 (2000)
- 보물섬 (1999)
- 도그마 (1999)
- 키스 미, 귀도 (1997)
- '99 쇼걸 2 (1997)
- 체이싱 아미 (1997)
- 워터멜론 우먼 (1996)
- 고 피쉬 (1994)